# Ang Nan I
Padumaraja I (1615-1642) là vua Chân Lạp giai đoạn 1640-1642. Tên húy là Ang Non, hiệu khác là Batom Reachea IV, còn được gọi là Ang Nan I hoặc Ang Non I (Nặc Nộn đệ nhất, Nặc Non đệ nhất).

## Tiểu sử
Ang Non là người con trai cả của giám quốc Prea Outey (em trai vua Chey Chettha II). Lên ngôi sau cái chết đột ngột của vua Ang Tong Reachea (anh họ của Ang Non và con của vua bác là Chey Chettha II).
Thời gian trị vì ngắn ngủi đã kết thúc khi vị vua trẻ và cha là Prea Outey trở về Oudong sau cuộc đi săn.
Ponhea Chan (người con thứ ba của vua Chey Chettha II) với sự hỗ trợ của người Chăm và Mã Lai đã phục kích giết chết 2 cha con nhà vua.
Ponhea Chan sau đó đã giành được ngôi vua, hiệu là Ramathipadi I. Ponhea Chan sau đó trả thù nhà Outey. Ông còn hai người em trai thoát khỏi tay Ponhea Chan là Ang Sur và Ang Tan.
Ang Non đã cưới công chúa Ang Na Kshatriyi (Devi Panya) con gái vua Chey Chettha II và có một người con sau này lên làm vua là Chey Chettha III.